# Tahin
Tahin (ook wel tahini, tachina (uitspraak 'tagina') (Arabisch) of techina (Hebreeuws) genoemd) is een pasta gemaakt van sesamzaad. Het vormt een basis voor bijvoorbeeld tahinsaus die onder andere geserveerd wordt bij shoarma en falafel. Ook  hummus (kikkererwtenpuree) en baba ghanoush (een soort salade van geroosterde aubergine) kunnen niet zonder tahin. Tahin wordt gebruikt als broodbeleg en is ook een belangrijk ingrediënt in de halva die onder andere in Turkije wordt gemaakt en in ander gebak uit die regio. Tahin wordt vooral gebruikt in gerechten uit het Midden-Oosten (met name Israël, Libanon en Syrië).

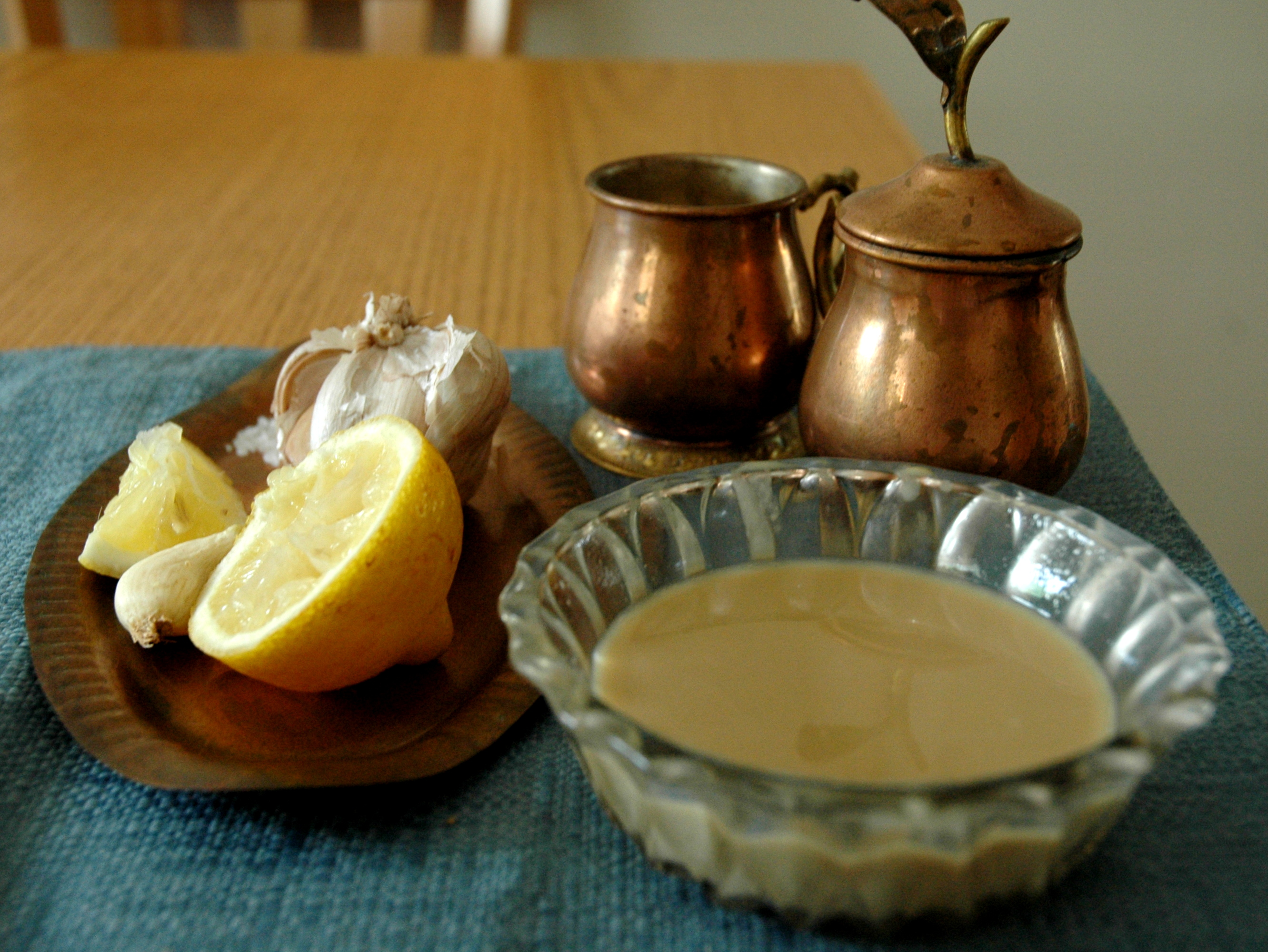
Tahini met citroen en knoflook

Tahinsaus  wordt bereid door een aantal eetlepels sesampasta te vermengen met limoen- of citroensap, een teentje geperste knoflook en gehakte peterselie. Vaak wordt bij de bereiding ook nog zeezout toegevoegd. Daarna wordt het mengsel geroerd en water toegevoegd tot de gewenste dikte bereikt is. Eventueel wordt er nog zoet paprikapoeder over gestrooid.